# Ermine Street
Ermine Street (også kaldt Old North Road) var en romersk vej i England, som gik fra London til Lincoln og York. Dens navn er fra angelsaksisk tid, og kommer fra en gruppe som kaldtes Earningas, som levede i et område i nutidens Cambridgeshire. Den følger en ældre og længere romersk vej som blev påbegyndt i år 43 og gik fra Chichester til York. 
Strækningen fra London til Royston i Hertfordshire er nu en del af A10. Ved Royston krydser den en anden romersk vej, Icknield Way. Derfra til Huntingdon er den del af A1198, og fra Huntingdon til Colsterworth A1.
Derefter sammenfalder den på kortere strækninger med andre veje frem mod York. Stykket på A15 fra Lincoln forbi Scampton, Caenby Corner og frem til M18 er antagelig den længste rette strækning på nogen engelsk vej i moderne tid.
53°09′05″N 0°32′04″V / 53.15151°N 0.53454°V